# Максим (Патріарх Болгарський)
Патріарх Максим (у миру Марін Найденов Мінков (*29 жовтня 1914, с. Орешак, Ловецька область, Болгарія — †6 листопада 2012, Софія) — болгарський православний релігійний діяч, 21-й Патріарх Болгарський і митрополит Софійський (1971—2012).

## Біографія
Народився 29 жовтня 1914 у селі Орешак, Ловецька область, Болгарія в сім'ї ремісника. В 12 років батьки віддали сина послушником в Троянський монастир.
З 1929 по 1935 роки навчався і закінчив Софійську духовну семінарію.
13 грудня 1941 приймає постриг в чернецтво, а після того рукоположен в ієродиякона.
14 травня 1944 ієродиякон Максим рукоположен в ієромонаха.
12 липня 1947 рішенням Святого Синоду Болгарської Православної Церкви возведен в сан архімандрита.
З 1950 по 1955 архімандрит Максим був настоятелем Болгарського підвірья в Москві.
30 жовтня 1960 проголошений митрополитом Ловчанським.
Після смерті Болгарського патріарха Кирила в 1971, 4 липня 1971 проголошений і інтронізований патріархом Болгарським і митрополитом Софійським.
В 1974 році Рада Софійської духовної академії присудила Святійшому Патріарху Максиму за його богословські праці вчену ступінь доктора богослов'я «honoris causa». До 60-річчя Патріарха Максима Синодальне видавництво в Софії, випустило збірник його праць «На ниві Господній» (Софія, 1975.). В книгу ввійшли слова, прмови і статті Патріарха Максима за 1950—1974 роки.
В 2004 напередодні його 90-річчя болгарський президент Георгій Парванов вручив йому орден «Стара Планіна» I ступеня.
VI церковно-народний собор, який проходив з 14 по 17 травня 2008 року, постановив, що 94-річний Патріарх Максим залишиться головою Болгарської Православної Церкви, тому що православні канони не дозволяють знімати Патріарха в зв'язку з його похилим віком.
18 травня 2008 року було повідомлено, що на час хвороби Патріарха Максима повноваження предстоятеля Болгарської Церкви передаються правлячому єпископу Варни — митрополиту Варненському і Великопреславському Кирилу.
Помер 6 листопада 2012 у Софії.